# Pont-Noyelles
Pont-Noyelles (picardisch: Pont-Noéyelle) ist eine nordfranzösische Gemeinde mit 815 Einwohnern (Stand 1. Januar 2022) im Département Somme in der Region Hauts-de-France. Die Gemeinde liegt im Kanton Corbie.

## Geographie
Die Gemeinde, die im Westen durch den Fluss Hallue begrenzt wird, liegt rund sieben Kilometer nordwestlich von Corbie an der Kreuzung der früheren (jetzt um Pont-Noyelles herumgeführten) Trasse der Départementsstraße D929 (von Amiens Richtung Albert), D115 nach Daours und D30. Die Entfernung nach Albert beträgt rund 16,5 km. Am jenseitigen Ufer der Hallue liegt die Gemeinde Querrieu.

## Geschichte

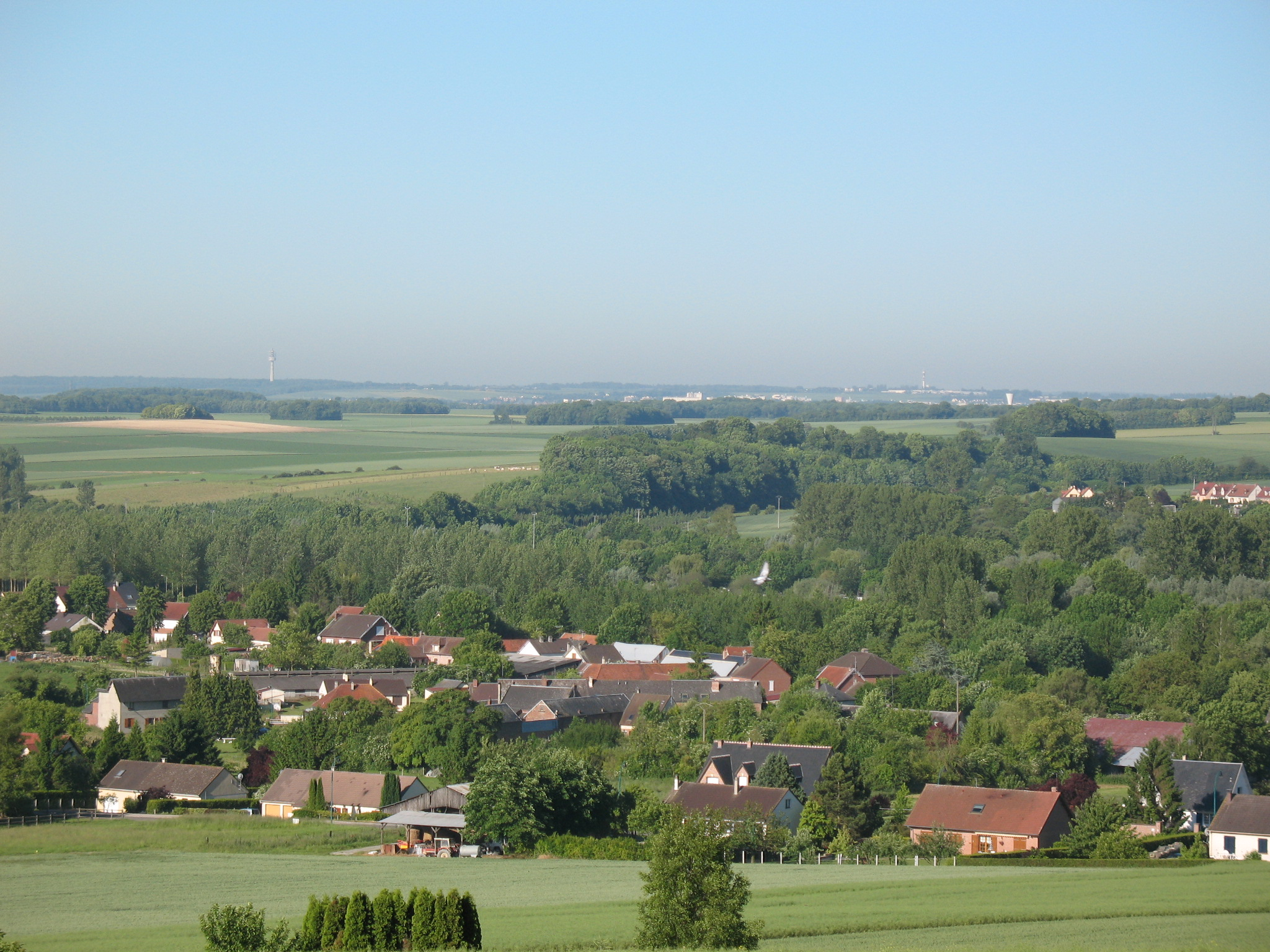
Pappelwald und Wiesen unterhalb von Pont-Noyelles

Die Abtei Saint-Vaast in Arras siedelte im 11. Jahrhundert Bauern aus dem Beauvaisis in Pont an, die die moorige Gegend im Tal der Hallue gemeinsam mit den Bewohnern von Querrieu bewirtschafteten. 1768 wurden die Gebäude des Klosterhofs von Saint-Vaast in Pont aufgegeben. 1789 wurde der Besitz von Saint-Vaast in Nationaleigentum überführt und anschließend verkauft.
Im Dezember 1870 fand in der Umgebung die Schlacht an der Hallue statt, an die die Colonne Faidherbe (Faidherbe-Säule) erinnert.
| 1962 | 1968 | 1975 | 1982 | 1990 | 1999 | 2006 | 2010 |
| ---- | ---- | ---- | ---- | ---- | ---- | ---- | ---- |
| 303  | 326  | 538  | 715  | 800  | 789  | 725  | 742  |

## Verwaltung
Bürgermeister (maire) ist seit 2008 Jean-Pierre Dhainaut.

## Sehenswürdigkeiten

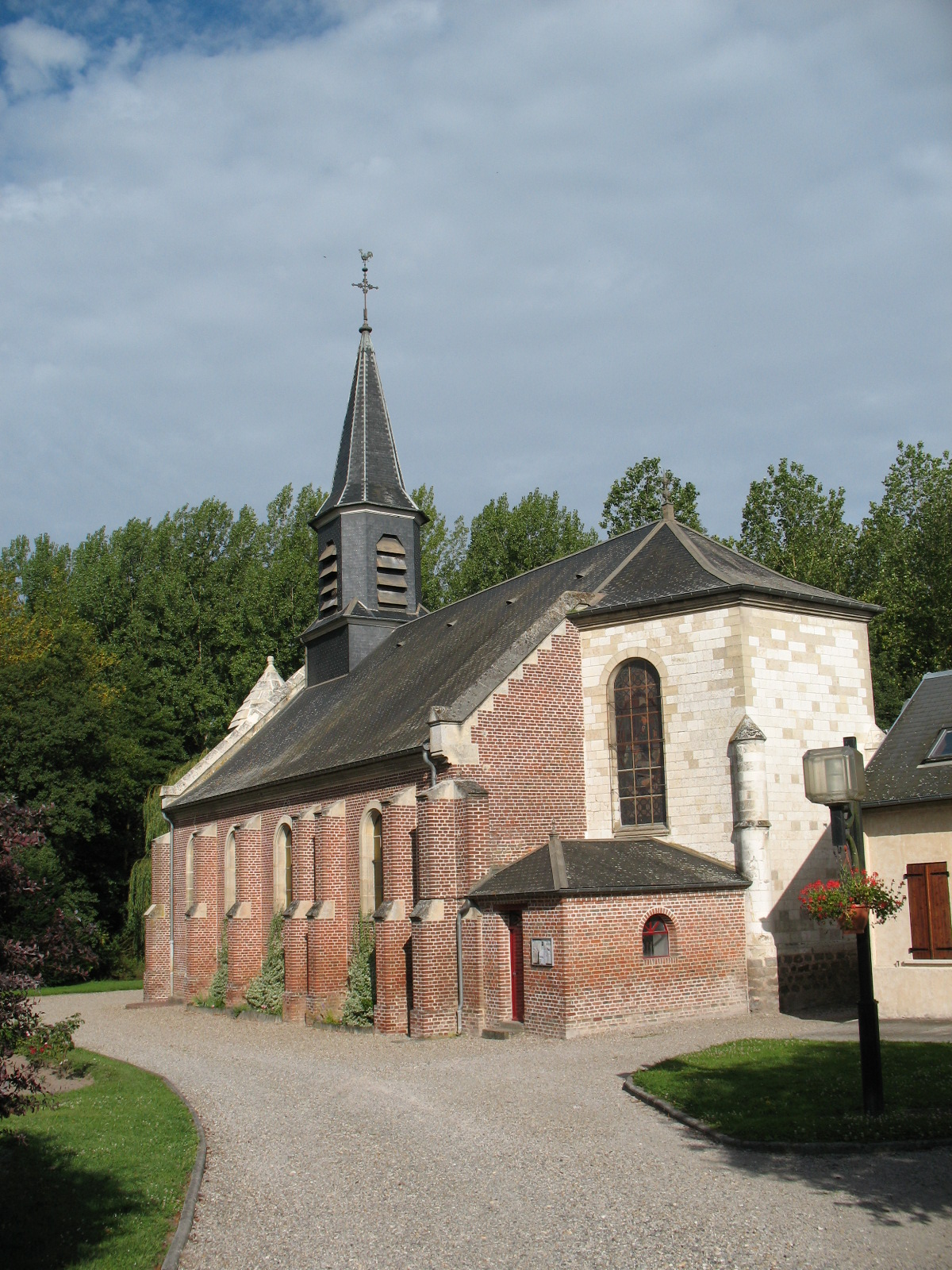
Pfarrkirche St. Martin

- Pfarrkirche Saint-Martin mit einem achteckigen Westturm
- Friedhofskapelle Notre-Dame de la Pitié
- Colonne Faidherbe von Edmond Duthoit aus dem Jahr 1872, 2003 als Monument historique eingetragen (Base Mérimée PA80000043)
- Soldatenfriedhof (Nécropole nationale)